# Tisjacki
Tisjatski  ali tisjačnik (rusko Тысяцкий ali Тысячник, poslovenjeno tisočnik) je bil uradnik knežje uprave v mestih srednjeveške Rusije.  Naslov je kasneje lahko pomenil poveljnika vojaške milice, izvoljenega predstavnika kmetov do reforme leta 1861 ali glavnega skrbnika v starem ruskem poročnem obredu.

## Zgodovina
Tisočnik je bil v Rusiji sprva vojaški poveljnik  mestne milice, kateremu je bilo podrejenih deset stotnij. Prva omemba tisočnikov v letopisih sega v leto 1089, ko je Jan Višatič prevzel vojvodstvo v »kijevskem tisočaku«. Kasneje so se v procesu urbanega razvoja skupaj z vojaškimi funkcijami v rokah tisočnikov koncentrirale tudi pristojnosti na nekaterih področjih mestne uprave, na primer mestno sodišče in upravni nadzor na področju trgovine. V mestih s prevlado mestnih svetov, ki so si podredili knežjo oblast, je položaj tisočnika v 12. stoletju postal voljen. V urbanih središčih z močno knežjo oblastjo je položaj tisočnika pogosto desetletja ostal v rokah ene najvplivnejših bojarskih družin in se je dedoval.
Kasneje je bil v ruski vojski tisočnik ali ata-temens (v ruski izgovorjavi  ataman) čin poveljnikov odredov, ki so sestavljali temo (tumen), enoto, ki je štela tisoč mož.
S krepitvijo Velike moskovske kneževine je vloga tisočnikov začela postopoma upadati, dokler ni bil položaj povsod ukinjen. V Novgorodski republiki se je položaj tisočnika ohranil do ukinitve njene neodvisnosti.

### Novgorodska republika
V Novgorodski republiki so tisočniki veljali za predstavnike navadnih ljudi (rusko чёрный люди, dobesedno črni ljudje). Poleg vloge vojskovodij naj bi nadzorovali tudi mestne utrdbe, sklicevali mestne svete, delovali kot veleposlaniki in kot sodniki na trgovskih sodiščih. Podobno kot pri posadnikih je funkcijo pogosto več let zapored opravljal en človek, ki ga je pogosto nasledil njegov sin ali drug ožji sorodnik, kar kaže na to, da je funkcijo opravljal klan in ni bila popolnoma voljena. V 14. stoletju so bivši  tisočniki ohranili velik politični vpliv in privilegije in bili znani kot »stari tisočniki«. Najzgodnejši dokumentirani novgorodski tisočnik je bil Putjata.
V Novgorodu je bil položaj tisočnika ukinjen, ko je leta 1478 mesto osvojil car Ivan III.  Enako se je zgodilo v Pskovu, ko ga je leta 1510 osvojil Vasilij III.

### Kijev
V Kijevu so tisočniko obstajali do sredine 13. stoletja. Kasneje je  njihov politični in gospodarski pomen dokončno upadel in položaj je bil ukinjen.

### Moskva
Po splošnem prepričanju je po smrti Vasilija Vasiljeviča leta 1374 veliki knez Dmitrij Ivanovič Donski ukinil položaj moskovskega tisočnika. Vasilijev sin Ivan Veljaminov, ki je zahteval položaj moskovskega tisočnika, je leta 1375 pobegnil v Tver in s svojimi pristaši v Hordi dosegel prenos položaja na tverskega kneza. Leta 1379 je bil ujet in zaradi izdaje usmrčen na Kučkovem polju.
Številni raziskovalci menijo, da se uradna ukinitev položaja moskovskega tisočnika ni zgodila. Njegove funkcije so bile prenesene na brata Vasilija Vasiljeviča Veljaminova Timofeja Vasiljeviča, enega najbližjih sodelavcev moskovskega velikega kneza. Kasneje  tisočnikov v Moskvi niso več imenovali, čeprav se je naziv dolgo obdržal kot poseben ceremonialni čin med velikoknežjimi in kraljevimi poročnimi obredi.